# Rarécourt
Rarécourt ist eine französische Gemeinde mit 205 Einwohnern (Stand: 1. Januar 2022) im Département Meuse in der Region Grand Est (vor 2016: Lothringen). Sie gehört zum Arrondissement Verdun und zum Kanton Clermont-en-Argonne. Die Einwohner werden Rarécourtois genannt.

## Geographie
Rarécourt liegt etwa 20 Kilometer westsüdwestlich von Verdun. Umgeben wird Rarécourt mit den Nachbargemeinden Clermont-en-Argonne im Westen, Norden und Nordosten, Ville-sur-Cousances im Osten, Froidos im Südosten und Süden sowie Beaulieu-en-Argonne im Südwesten.

## Bevölkerungsentwicklung
| Jahr                       | 1962 | 1968 | 1975 | 1982 | 1990 | 1999 | 2006 | 2011 | 2019 |
| Einwohner                  | 308  | 276  | 271  | 210  | 201  | 208  | 228  | 218  | 224  |
| Quellen: Cassini und INSEE |      |      |      |      |      |      |      |      |      |

## Sehenswürdigkeiten
- Kirche Saint-Amand
- Mühle von Coquins
- Domaine de la Vallée; Festes Haus, Fayencemuseum

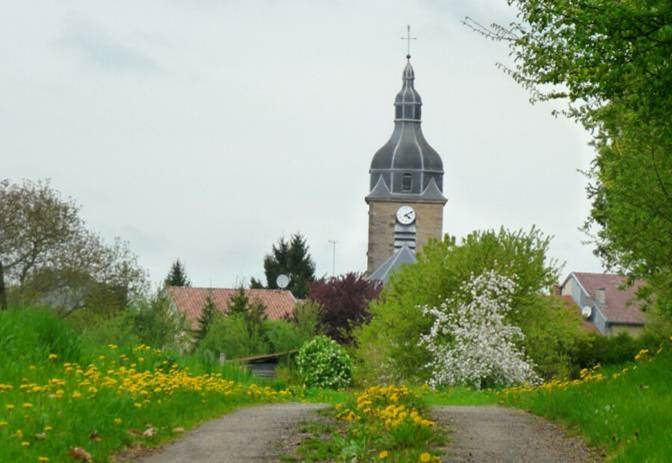
Kirche Saint-Amand

- Schloss Salvange